# To Be or Not to Be (film, 1942)
Cet article concerne le film d'Ernst Lubitsch. Pour le remake d'Alan Johnson, voir To Be or Not to Be.
Pour les articles homonymes, voir To Be or Not to Be.
Pour plus de détails, voir Fiche technique et Distribution.
To Be or Not to Be, parfois appelé en français Jeux dangereux, est un film américain réalisé par Ernst Lubitsch, sorti en 1942.

## Synopsis
L'action se passe à l'orée de la Seconde Guerre mondiale (1939), et est traitée sur le ton de la comédie. Une troupe de théâtre polonaise répète laborieusement une pièce mettant en scène Hitler, alors que dans la réalité les troupes allemandes vont envahir la Pologne. La pièce censurée, le théâtre et ses acteurs doivent redonner Hamlet, de William Shakespeare. Un jeune pilote de bombardier est amoureux de l'actrice, Maria Tura. En essayant de la contacter depuis Londres, il découvre une opération d'espionnage visant le démantèlement de la Résistance polonaise. Il est parachuté à Varsovie pour tenter de court-circuiter l'opération. Il retrouve Maria et la troupe, qui vont devoir mettre à profit leur talent de comédiens pour sauver la Résistance et, profitant des costumes de SS et d'un sosie d'Hitler (Tom Dugan), essayer d'abuser la Gestapo et sauver leur peau.

## Fiche technique
- Titre original : To Be or Not to Be[2]
- Titre français : Jeux dangereux (titre de première exploitation) ; To Be or Not to Be (ressortie)
- Réalisation : Ernst Lubitsch
- Scénario : Edwin Justus Mayer et Ernst Lubitsch (non crédité), d'après une histoire originale de Melchior Lengyel
- Décors : Vincent Korda et Julia Heron
- Costumes : Irene
- Photographie : Rudolph Maté
- Montage : Dorothy Spencer
- Musique : Werner R. Heymann ; Miklós Rózsa et Eugene Zador (non crédités)
- Producteurs : Ernst Lubitsch et Alexander Korda
- Société de production : United Artists
- Société de distribution : United Artists
- Pays de production :  États-Unis
- Langue : anglais
- Format : Noir et blanc - 35 mm - 1,37:1 - Mono
- Genre : Comédie
- Durée : 99 minutes
- Dates de sortie[3] :
  - États-Unis : 15 février 1942 (première à Los Angeles), 6 mars 1942 (sortie nationale)
  - France : 21 mai 1947
- Affiche : Duccio Marvasi (France)

## Distribution

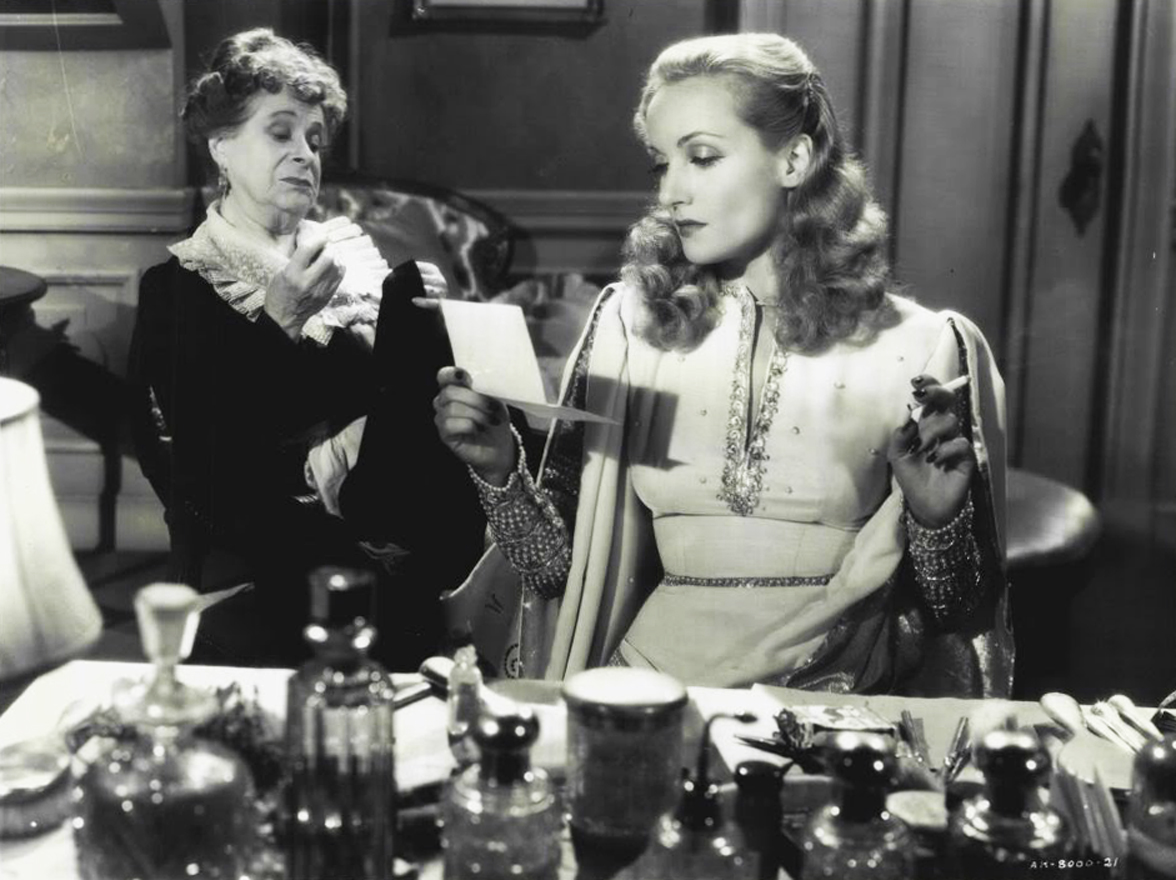
Maude Eburne et Carole Lombard dans une scène du film.

- Carole Lombard[4] (VF : Jacqueline Delubac) : Maria Tura
- Jack Benny (VF : Richard Francœur) : Joseph Tura
- Robert Stack : Lieutenant Stanislav Sobinski, jeune pilote de bombardier
- Felix Bressart (VF : Camille Guérini) : Greenberg
- Lionel Atwill (VF : Georges Hubert) : Rawitch
- Stanley Ridges (VF : Marc Valbel) : Pr. Alexander Siletsky
- Sig Ruman (VF : Jacques Berlioz) : Colonel Ehrhardt
- Tom Dugan (VF : Jean Clarieux) : Bronski, acteur incarnant Hitler
- Charles Halton (VF : Albert Montigny) : George Dobosh, le producteur
- George Lynn : le faux officier de la Gestapo
- Henry Victor : Capitaine Schultz
- Maude Eburne : Anna, la femme de chambre
- Halliwell Hobbes (VF : Pierre Morin) : Général Armstrong
- Miles Mander (VF : Henri Ebstein) : Major Cunningham

Acteurs non crédités
- Rudolph Anders : le sergent de la Gestapo à l'accueil en haut des escaliers de l'hôtel
- Alec Craig : le fermier écossais sans moustache
- Helmut Dantine : un copilote
- James Finlayson : le fermier écossais avec moustache
- Olaf Hytten : Polonius à Varsovie
- John Kellogg : un aviateur polonais de la RAF
- Adolf E. Licho : le souffleur
- Frank Reicher : l'officiel polonais
- Roland Varno : un pilote
- Wolfgang Zilzer : un client de la librairie
- Armand 'Curly' Wright[5] : le maquilleur
- ? (VF : Jean Davy) : le narrateur

## Commentaire
Jeux dangereux est une comédie sur un sujet dramatique, tournée alors qu'Hitler met l'Europe à feu et à sang et que l'issue de la guerre est encore incertaine. Le but du film est, d'une certaine façon, de ridiculiser le Führer et les nazis, et Lubitsch emploie à cet effet une dérision étonnante pour l'époque, multipliant les scènes à double sens. Lubitsch lui-même a expliqué dans le New York Times du 29 mars 1942 que « ses » nazis n’étaient plus les tortionnaires sadiques que l’on montre communément, mais qu’ils avaient franchi ce cap : 

« Pour eux, les coups et la torture relèvent depuis longtemps de la routine. Ils en parlent comme des commerçants parlent de la vente d’un sac à main. Leur humour porte sur les camps de concentration et les souffrances de leurs victimes. »

La comédie de Lubitsch joue sur une opposition que l’on trouve déjà dans Le Dictateur de Charlie Chaplin sorti deux ans plus tôt : l’univers uniformément mécanique et militarisé du monde « esclave » contraste avec la diversité et la normalité, parfois un peu médiocre, du monde « libre ».

## Remakeet postérité
- Un remake, To Be or Not to Be, est réalisé en 1983 par Alan Johnson, avec Mel Brooks et Anne Bancroft dans les rôles principaux.

Le titre original a été conservé lors de sa sortie dans les pays francophones européens, incitant les distributeurs à faire de même lorsque la version originale de Lubitsch est ressortie.
- Wax Tailor, dans son sample Ungodly Fruit sur l'album Tales Of The Forgotten Melodies (mars 2005), utilise une partie de la piste sonore du film. Il s'agit de ce que le professeur Siletzky dit à Maria Tura (Carole Lombard) : « We are just like other people, we love to sing, we love to dance, we admire beautiful women, we are human, and sometimes, very human[8]. ». Il sample également plusieurs répliques du film (notamment du narrateur dans la scène d'ouverture) dans son morceau Que sera.

## Distinction
- Nomination pour l'Oscar de la Meilleure partition d'un film dramatique ou d'une comédie en 1943.